# Pedro Méndez (misionero jesuita)
Pedro Méndez fue un misionero jesuita. 

## Biografía
Originario de Vila Viçosa, Portugal, ingresó a la Compañía de Jesús, a fines del siglo XVI llegó a Nueva España y fue destinado en 1595 a las misiones de la Provincia de  en substitución del padre Tapia. En la expedición que el capitán Diego Martínez de Iturdalde llevó en 1601 a la sierra de Chínipas, lo acompañó como capellán, fue el primer misionero que penetró a la Sierra Madre chihuahuense y bautizó a los primeros indígenas. Se extendió a la zona del río Mayo, evangelizó a los tehuecos, mayos, ópatas y sisibotaris, fundó varios pueblos (entre ellos Bacanora,Sonora) en los que agrupó a los naturales para que llevaran una vida de comunidad, construyó iglesias fomentando la catequización de los sometidos y les introdujo nuevos cultivos. 
En 1636 fue llamado a la Ciudad de México para que descansase una temporada, ejerció su ministerio hasta la edad de 80 años en que a consecuencia de una caída no volvió a dejar el lecho y sólo ejercía las funciones de confesor. Murió el 23 de julio de 1643 a la edad de 90 años.